# Claus Brun
Claus Brun (26. april 1914 i København - 30. september 2014) var en dansk læge, dr.med. med speciale i nefrologi.
Han var søn af overlæge Axel Brun og hustru Margrethe født Krog, blev student fra Østersøgades Gymnasium 1933 og tog medicinsk eksamen 1940. Han fik ansættelser på en række københavnske hospitaler ved afdelinger for intern medicin, epidemiologi, dermatovenerologi, pædiatri, patologisk anatomi, neurologi og klinisk kemi. Brun fik specialistanerkendelse i klinisk kemi og laboratorieteknik 1948 samt i nefrologi 1969, som hans disputats fra 1954 Acute anuria, A Study based on renal function tests and aspiration biopsy of the kidney også handlede om.  Sammen med kollegaen Poul Iversen var Brun den første, der fik en kunstig nyre til at fungere, og efterfølgende skrev Brun en række videnskabelige afhandlinger især om nyrefunktion, nyrebiopsi og nyresygdomme samt om anvendelsen af kunstig nyre.
Han blev 2. og 1. reservelæge ved Københavns Kommunehospitals 3. afdeling og arbejdede her især med behandling af patienter med svigtende nyrefunktion og med etablering og anvendelse af den kunstige nyre. Han var på studieophold 1952-53 i USA ved Department of Physiology, New York University og Mt. Desert Island Biological Laboratory, Maine. Brun blev overlæge ved Kommunehospitalets centrallaboratorium 1956 og var her indtil sin pensionering 1984.
Claus Brun blev præsident for International Society of Nephrology 1963 og formand for Dansk Nefrologisk Selskab 1969. Han blev tildelt Novo Nordisk Prisen for 1964 og er Ridder af Dannebrog.
Claus Brun døde d. 30. sept. 2014 og overleves af sin kone og mangeårige cheflaborant, Xenia Boysen.